# Giovanni Reyna
Giovanni Alejandro „Gio“ Reyna (* 13. November 2002 in Sunderland, England) ist ein US-amerikanischer Fußballspieler, der auch die portugiesische Staatsangehörigkeit besitzt. Der offensive Mittelfeldspieler steht aktuell bei Borussia Dortmund unter Vertrag und ist US-amerikanischer Nationalspieler.

## Herkunft
Sein Vater Claudio ist argentinischer und portugiesischer Herkunft und war selbst als Profifußballer aktiv. Der US-Nationalspieler stand unter anderem in Deutschland für Bayer 04 Leverkusen und beim VfL Wolfsburg in der Bundesliga unter Vertrag. Während seiner Zeit beim englischen AFC Sunderland wurde Giovanni geboren und nach dem niederländischen Nationalspieler Giovanni van Bronckhorst benannt, der von 1999 bis 2001 gemeinsam mit Reynas Vater bei den Glasgow Rangers spielte. Reynas Mutter Danielle Egan war ebenfalls als Fußballerin aktiv und spielte für die US-Frauennationalmannschaft. Sein älterer Bruder Jack verstarb an Krebs.
Reyna, der nach dem Wechsel seines Vaters zu den New York Red Bulls Anfang 2007 hauptsächlich in Bedford, New York aufwuchs, spielte bis zur 8. Klasse in der AAU Basketball. Da der Transfer eines minderjährigen Spielers von außerhalb der Europäischen Union bzw. des Europäischen Wirtschaftsraums unzulässig und innerhalb dieses Gebiets erst ab 16 Jahren möglich ist, nahm Reyna vor seinem Wechsel zu Borussia Dortmund zusätzlich zu seiner US-amerikanischen die portugiesische Staatsbürgerschaft an.

## Karriere

### Verein
Reyna wurde ab dem Alter von zwölf Jahren in der Jugendakademie des New York City FC ausgebildet, wo sein Vater Claudio währenddessen als Sportdirektor angestellt war. 2017 gewann er als 14-Jähriger mit der U17 des Vereins den Generation Adidas Cup, ein von der Major League Soccer ausgetragenes Turnier für Jugendmannschaften, und wurde als bester Spieler des Turniers ausgezeichnet.
Zur Saison 2019/20 wechselte er nach Deutschland zu Borussia Dortmund, wo er einen bis Juni 2021 gültigen Vertrag erhielt und zunächst dem Kader der A-Junioren (U19) angehörte. Somit schlug er einen ähnlichen Weg wie sein Landsmann Christian Pulisic ein, der ebenfalls minderjährig aus den USA nach Dortmund gewechselt war. Cheftrainer Lucien Favre nahm ihn bereits als 16-Jährigen in seine Heimat ins Sommertrainingslager der Profimannschaft mit, wo er in Testspielen gegen die Seattle Sounders und den FC Liverpool auch eingesetzt wurde. In der A-Junioren-Bundesliga etablierte sich Reyna sofort als Stammspieler und absolvierte bis zur Winterpause elf Ligaspiele, in denen er viermal traf. In der UEFA Youth League erreichte der Mittelfeldspieler mit Dortmunds U19 mit drei Siegen aus vier Gruppenspielen zunächst die Play-offs und kam dabei in allen Spielen zum Einsatz (ebenfalls vier Treffer). Parallel dazu stand der US-Amerikaner am 14. Spieltag der Bundesliga-Saison 2019/20 das erste Mal im Kader der ersten Herrenmannschaft. Im Januar 2020 durfte Reyna gemeinsam mit einigen Mannschaftskollegen sowie Chris Führich und Steffen Tigges aus der U23 am Wintertrainingslager der ersten Mannschaft in Marbella teilnehmen. Am Ende der Wintervorbereitung wurde der 18-Jährige fest in den Profikader integriert, wobei er weiter in der U19 spielen sollte, wenn er bei den Profis nicht zum Einsatz kam. Zum Rückrundenauftakt kam er als bis dato jüngster US-Amerikaner beim 5:3-Auswärtssieg gegen den FC Augsburg per Einwechslung zu seiner Bundesligapremiere. Beim Achtelfinalhinspiel gegen Paris Saint-Germain (2:1) Mitte Februar 2020 wurde Reyna im Westfalenstadion dann erstmals in einem Europapokalspiel eingesetzt. Am Saisonende waren es 18 Einsätze für den Vizemeister inklusive eines Tors sowie zweier Assists. Neben einigen Spielen auf dem Flügel wurde der US-Amerikaner überwiegend im offensiven Mittelfeld eingesetzt und kam an den letzten beiden Spieltagen jeweils auf eine Startelfnominierung. Für die A-Jugend spielte Reyna nach der Winterpause nicht mehr, da die Spielzeit dort aufgrund der COVID-19-Pandemie ab März 2020 nicht mehr fortgeführt werden konnte.
In der Folge blieb der US-Amerikaner fester Bestandteil der ersten Mannschaft. An seinem 18. Geburtstag erlangte er in Deutschland die Volljährigkeit, wodurch sich sein Vertrag in Dortmund automatisch bis 2025 verlängerte. In seiner ersten vollen Spielzeit als Profi (2020/21) wurde Reyna auf den Flügeln sowie im offensiven Mittelfeld eingesetzt und kam auf 15 direkte Torbeteiligungen in 46 Partien. Beim 4:0 am 3. Spieltag gegen den SC Freiburg bereitete der Offensivspieler drei Tore vor, zwei Monate später rettete er seiner Mannschaft durch seinen Treffer ein Unentschieden. Im Pokal war Reyna dreifacher Torschütze und somit ebenso effektiv wie beispielsweise sein Teamkamerad Erling Haaland. Gemeinsam gewannen beide mit dem BVB erstmals seit vier Jahren wieder ein Endspiel dieses Wettbewerbs, als RB Leipzig mit 4:1 besiegt wurde. Die folgende Spielzeit begann gut für Reyna, in den ersten fünf Saisonspielen schoss er zwei Tore und bereitete ein weiteres vor. Eine langwierige Muskelverletzung brachte ihn jedoch dann um große Teile der Saison und er konnte nur sieben weitere Male eingesetzt werden. In der Folgesaison gelang es dem US-Amerikaner auch unter dem zurückgekehrten Trainer Edin Terzić nicht, sich nachhaltig für einen Stammplatz zu empfehlen. Im offensiven Mittelfeld kam er nicht an Kapitän Marco Reus und Julian Brandt vorbei, auf den Flügeln setzte Terzić hingegen eher auf Donyell Malen und Karim Adeyemi. Trotz allem gelang es Reyna, in 22 teils recht kurzen Einsätzen sieben Tore beizusteuern und so beispielsweise die Partie gegen den FC Augsburg, die mit 4:3 endete, in der Schlussphase durch seinen Treffer zu entscheiden. Im letzten Ligaspiel spielte Reyna mit dem BVB 2:2 gegen Mainz 05 und bereitete hierbei beide Tore vor. Doch obwohl die Dortmunder die zuvor letzten 18 Bundesligapartien bis auf eine (2:4 gegen Bayern München) nicht verloren hatten, wurde am Ende der punktgleiche Konkurrent FC Bayern erneut Meister, da dieser die bessere Tordifferenz aufweisen konnte.
In der Spielzeit 2023/24 verpasste Reyna aufgrund einer Wadenverletzung den Saisonstart und kam nach seiner Genesung nach wie vor nicht über den Part als Ergänzungsspieler hinaus. Folglich wechselte der Mittelfeldspieler Ende Januar 2024 auf Leihbasis in sein Geburtsland in die Premier League zu Nottingham Forest; der Leihvertrag enthielt keine Kaufoption. In Nottingham konnte Reyna keine Akzente setzen und lief in neun Spielen auch nur zweimal von Beginn an auf. In vier Partien saß er auf der Bank und bei drei weiteren sogar nur auf der Tribüne. Reyna war direkt an einem Tor beteiligt und sicherte dem Team so einen Punkt gegen Wolverhampton. Mit dem Verein, der die komplette Rückserie über gegen den Abstieg spielte, sicherte der US-Amerikaner auf dem ersten Nichtabstiegsplatz stehend den Ligaverbleib. Anschließend kehrte er zum BVB zurück.
Zu Saisonbeginn setzte ihn eine hartnäckige Leistenverletzung für zwei Monate außer Gefecht. Anschließend kam Reyna unter dem neuen Cheftrainer Nuri Şahin sowie dessen Nachfolger Niko Kovač überwiegend als Einwechselspieler zum Einsatz und verbrachte vor allem im Saisonendspurt phasenweise sechs Partien in Folge auf der Bank. Mit dem BVB wurde er Vierter und qualifizierte sich mit ihm erneut für die Champions League.

### Nationalmannschaft
Reyna war seit der U15 für Jugendnationalteams der USA aktiv. Mit der U15 gewann er das Torneo delle Nazioni, bei dem er je vier Treffer und Vorlagen beisteuern konnte. Mit der U17 nahm der Mittelfeldspieler als Mannschaftskapitän an der WM 2019 in Brasilien teil, wo das Team als Letzter seiner Gruppe ausschied.
Reyna hätte aufgrund seiner zweiten Staatsbürgerschaft auch für den portugiesischen Fußballverband sowie aufgrund seiner Abstammung für den argentinischen und aufgrund seines Geburtsortes für den englischen spielen können. 
Ende Februar 2020 wurde Reyna aber vom US-Nationaltrainer Gregg Berhalter für die Ende März anstehenden Testspiele gegen die Niederlande und Wales in den Kader der US-amerikanischen A-Nationalmannschaft berufen. Wenig später äußerte er, dass er nur für die USA spielen werde. Die Länderspiele wurden wegen der COVID-19-Pandemie abgesagt. Für das auf den 12. November verlegte Spiel gegen Wales sowie eine Partie gegen Panama am 16. November wurde der Offensivspieler gemeinsam mit neun anderen Jugendspielern, darunter Chris Richards vom FC Bayern, schließlich erneut nominiert. Beim torlosen Remis gegen die Waliser stand Reyna auf der rechten offensiven Außenbahn als Gegenpart zu einem anderen Debütanten, Konrad de la Fuente, auf Links, in der Startelf.
Anfang Juni 2021 stand Reyna im verspätet ausgetragenen Endspiel der CONCACAF Nations League 2019–21 als Rechtsaußen in der Startelf und verblieb bis zum Ende des Spiels auf dem Feld. Er erzielte das 1:0 und bereitete den zweiten Treffer vor, letztendlich war man gegen Mexiko nach Abschluss der Verlängerung siegreich. Für den im Sommer 2021 ausgetragenen CONCACAF Gold Cup, den die USA gewannen, wurde der Spieler hingegen nicht berücksichtigt. An großen Teilen der Qualifikation zur WM 2022 konnte der Offensivspieler in Folge einer langwierigen Muskelverletzung nicht teilnehmen. Lediglich in den letzten drei Partien stand er wieder für sein Land auf dem Platz und schaffte es mit ihm auf Rang 3 hinter Gruppensieger Kanada sowie den Mexikanern stehend, sich für die Endrunde zu qualifizieren. Bei dieser war Reyna Teil des Aufgebots von Nationaltrainer Gregg Berhalter und neben Joe Scally einer von zwei Bundesligaspielern im Team. Der Offensivspieler hatte auf den Flügeln das Nachsehen gegenüber Christian Pulisic und Timothy Weah. Er wurde gegen England in der Schlussphase eingewechselt, beim 1:3 im Achtelfinale gegen die Niederländer kam er zur zweiten Halbzeit aufs Feld. Nach dem Ausscheiden gab Nationaltrainer Gregg Berhalter an „Bei dieser letzten Weltmeisterschaft hatten wir einen Spieler, der auf und neben dem Platz die Erwartungen eindeutig nicht erfüllt hat. Als Mitarbeiter saßen wir stundenlang zusammen und überlegten, was wir mit diesem Spieler machen würden. Wir waren bereit, ein Flugticket nach Hause zu buchen, so extrem war es“, womit er sich auf Reyna bezog. Der Spieler selbst äußerte sich kurz darauf ebenfalls persönlich. Ihm wäre, so Reyna, bereits vor Turnierbeginn seine „untergeordnete Rolle im Team“ erklärt worden. Dies hätte sein Verhalten und seine Trainingsleistungen negativ beeinflusst, trotz allem zeigte er sich „irritiert darüber“, dass der Trainer Teaminterna nach außen trug.

## Erfolge
Borussia Dortmund
- DFB-Pokalsieger: 2021

Nationalmannschaft
- Sieger der CONCACAF Nations League: 2021

Individuell
- Nominierung für die Kopa-Trophäe: 2021 (9. Platz)